# Studzienki (Topola)
Studzienki – część wsi Topola w Polsce, położona w województwie świętokrzyskim, w powiecie kazimierskim, w gminie Skalbmierz.
W latach 1975–1998 Studzienki administracyjnie należały do województwa kieleckiego.